# Agit-Prop
Agit-Prop var en finsk sångkvartett som mest verkade under 1970-talet. Den var knuten till Finlands kommunistiska parti och majoriteten av deras låtar användes för att driva partiets politiska ståndpunkt. Bandet Ultra Bra har till stor del influerats av Agit-Prop.